# Neofiber alleni
Neofiber alleni là một loài động vật có vú trong họ Cricetidae, bộ Gặm nhấm. Loài này được True mô tả năm 1884.